# J. Venktapur, Raichur
J. Venktapur là một làng thuộc tehsil Raichur, huyện Raichur, bang Karnataka, Ấn Độ.